# ウルミベルク

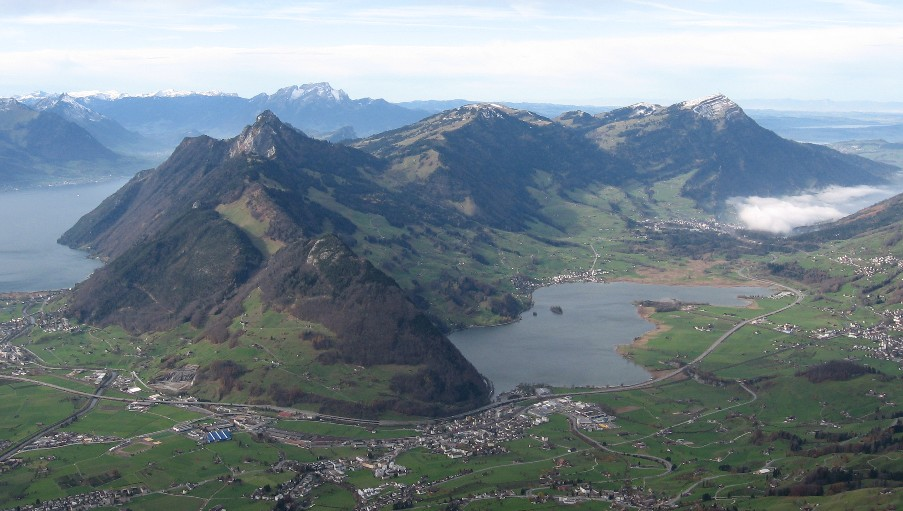
ミューテン山からみたウルミベルクとリギ山

ウルミベルク（独: Urmiberg、ウルミーベルクとも）は、スイスのリギ山のうち、シュヴィーツ州に広がる東側の山麓地域。主としてインゲンボール市のブルンネン町に属する地域である。リギ山の東山塊のうち、リギ・ホッホフルー峰の東側の山麓で、休憩所があり展望が美しい標高1,395mのゴッテアトリ峰を中心とする。

## 概要

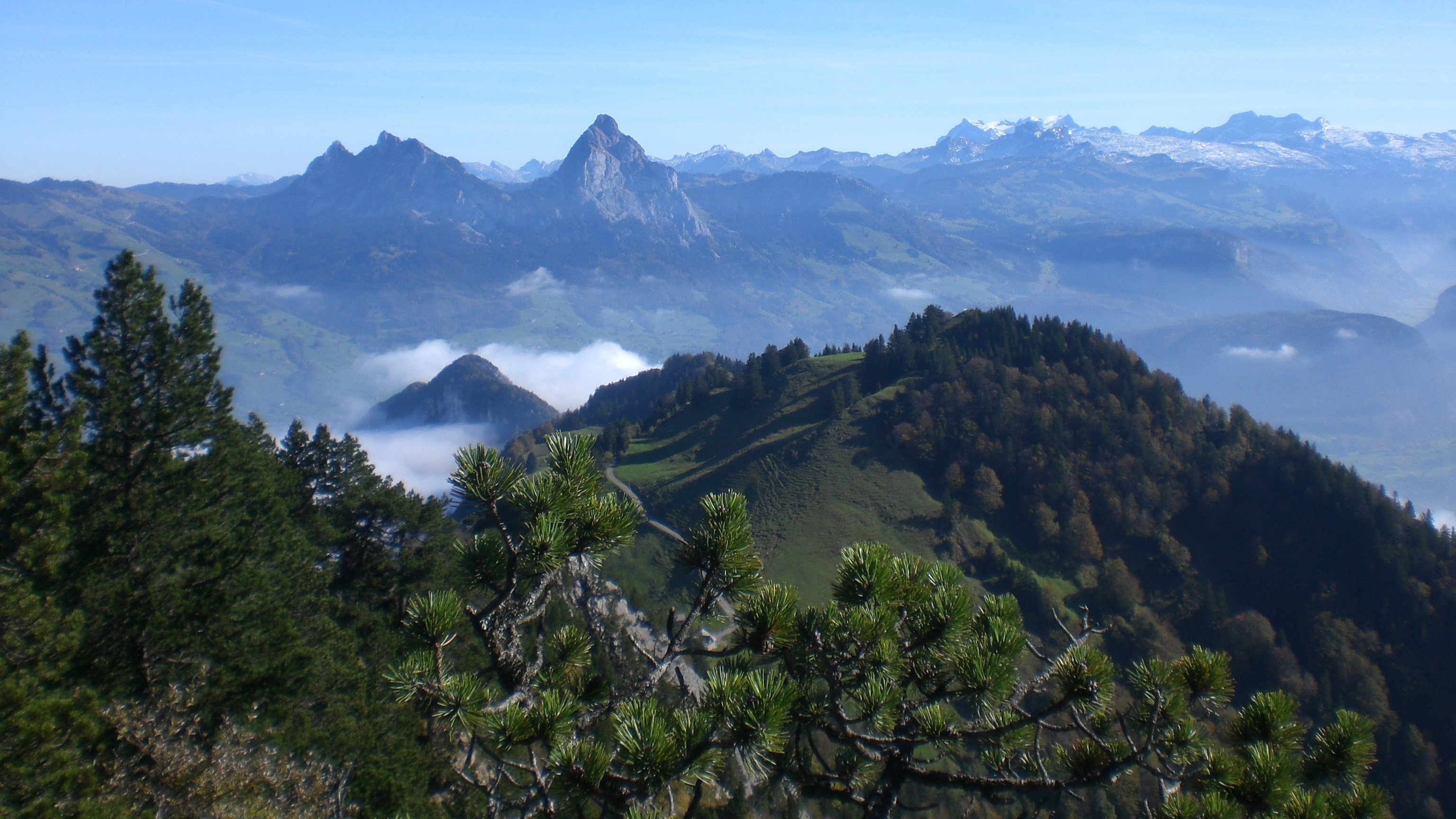
両ミューテン山を背景としたゴッテアトリ峰

ウルミベルクは、標高1,698mのリギ・ホッホフルー（Rigi Hochflue）から、東北に向かって始まる。上部の尾根は、インゲンボール市とラウエルツ市の境界を走る。ラウエルツ市側の西北側斜面は、ビュエラーベルク（Büelerberg）と呼ばれている。
ゴッテアトリ峰付近からファーレン川（Fallenbach）が南に流れ、フィアヴァルトシュテッター湖（ルツェルン湖）に注いでいる。湖への河口付近にはかつてファーレンバッハホテルがあって、1994年に外国人を排斥する過激派のマルセル・シュトレーベル（Marcel Strebel）が警察官に発砲した事件で全国的に有名であった。
リギ鉄道によって運営されているケーブルカー・ウルミベルク線（Urmiberg Bahn）が、標高436mのブルンネン西郊から、ウルミベルクの真ん中にあたる標高1,128mのティンペル（Timpel）まで通じている。ティンペル駅の隣には、レストラン「ティンペル牧場」（Timpelweid）があり、食事と眺望を楽しめる。
山から突き出た奇岩「オーバー・ブルンニベルク」と「ウンター・ブルンニベルク」があり、特にオーバー・ブルンニベルクはドゥーメ（Duume）という愛称で有名である。